# Баргельский, Адам
Ада́м Барге́льский (пол. Adam Bargielski, 7 января 1903, Калиново, Ломжинский повет — 8 сентября 1942, Дахау, Бавария) — блаженный Римско-Католической Церкви, священник, мученик. Входит в число 108 блаженных польских мучеников, беатифицированных римским папой Иоанном Павлом II во время его посещения Варшавы 13 июня 1999 года.

## Биография
Окончил духовную семинарию в Ломже. 24 февраля 1929 года был рукоположён в священника. Служил викарием в различных католических приходах.
9 апреля 1940 года обратился в гестапо с просьбой посетить арестованного 83-летнего настоятеля Клеменса Савицкого, был задержан и препровождён в концентрационный лагерь Дахау, где погиб 8 сентября 1942 года от рук охранника. Его регистрационный номер — 22061.

## Прославление
13 июня 1999 года был беатифицирован римским папой Иоанном Павлом II вместе с другими польскими мучениками Второй мировой войны.
День памяти в Католической церкви — 12 июня.